# 文冠果
文冠果（学名：Xanthoceras sorbifoliumgrin）是一种无患子科文冠果属的中國木本植物，由亞歷山大·邦吉所描述。本物種是文冠果属的唯一物種；而文冠果屬又是無患子科文冠果亞科的單模屬。2010年，Buerki等人在无患子科系统发育的一篇研究论文中建议将文冠果属(Xanthoceras )提升为文冠果科(Xanthoceraceae).

## 形態描述
本物種為大型的落葉灌木或小型的树種，高2至5公尺，最高可達8公尺高。樹榦和樹枝上的樹皮為紅棕色。葉序互生，呈羽狀，長12–30 cm，每片葉含9-17瓣長約3–6 cm的鋸齒狀葉片。花直徑2–3 cm，有五片花瓣，在春天中期會長出直立型花穗，長10–20 cm。果实呈卵形，有革質外殼的蒴果，直徑約5–6 cm，成熟時會爆開成三份，釋放出內裡6–18顆的種子出來。這些種子黑色，直徑約1.5 cm，跟七叶树属物種的果實有點相似。
全株植物中，其葉、花及種子皆可食用，種子亦可搾油。

## 分佈
这种植物主要分布在中华人民共和国北方的江苏、安徽二省北部及河南南部，往北分布到山东省、山西省、河北省、内蒙古自治区、陕西省、甘肃省、宁夏回族自治区、青海省、辽宁省、吉林省等省区，也見於朝鲜半岛。在俄罗斯亦有種植，估計是於19世紀時從清國引入。

## 分類法
The genus (which translates as "yellow horn") is considered to be the most basal member of the family.  The specific epithet refers to the leaves, similar to those of rowans (Sorbus). 
本物種的種小名原為「sorbifolia」，但這個名稱並不符合《国际藻类、真菌、植物命名法规》（ICBN），所以被修正為「sorbifolium」。
In cultivation in the UK X. sorbifolium has gained the 皇家园艺学会的Award of Garden Merit。 It is fully hardy, but prefers a sheltered position.

## 圖庫

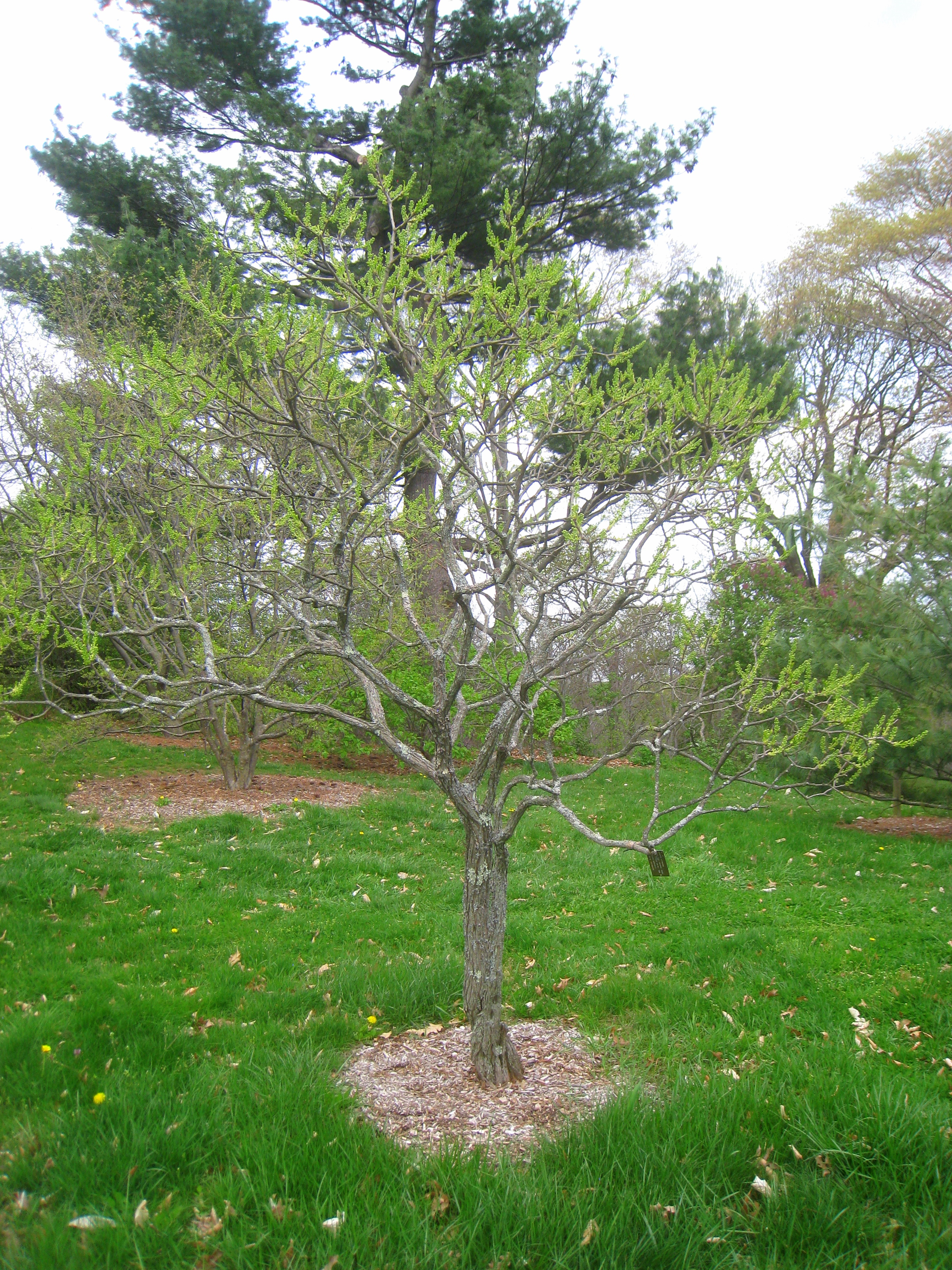
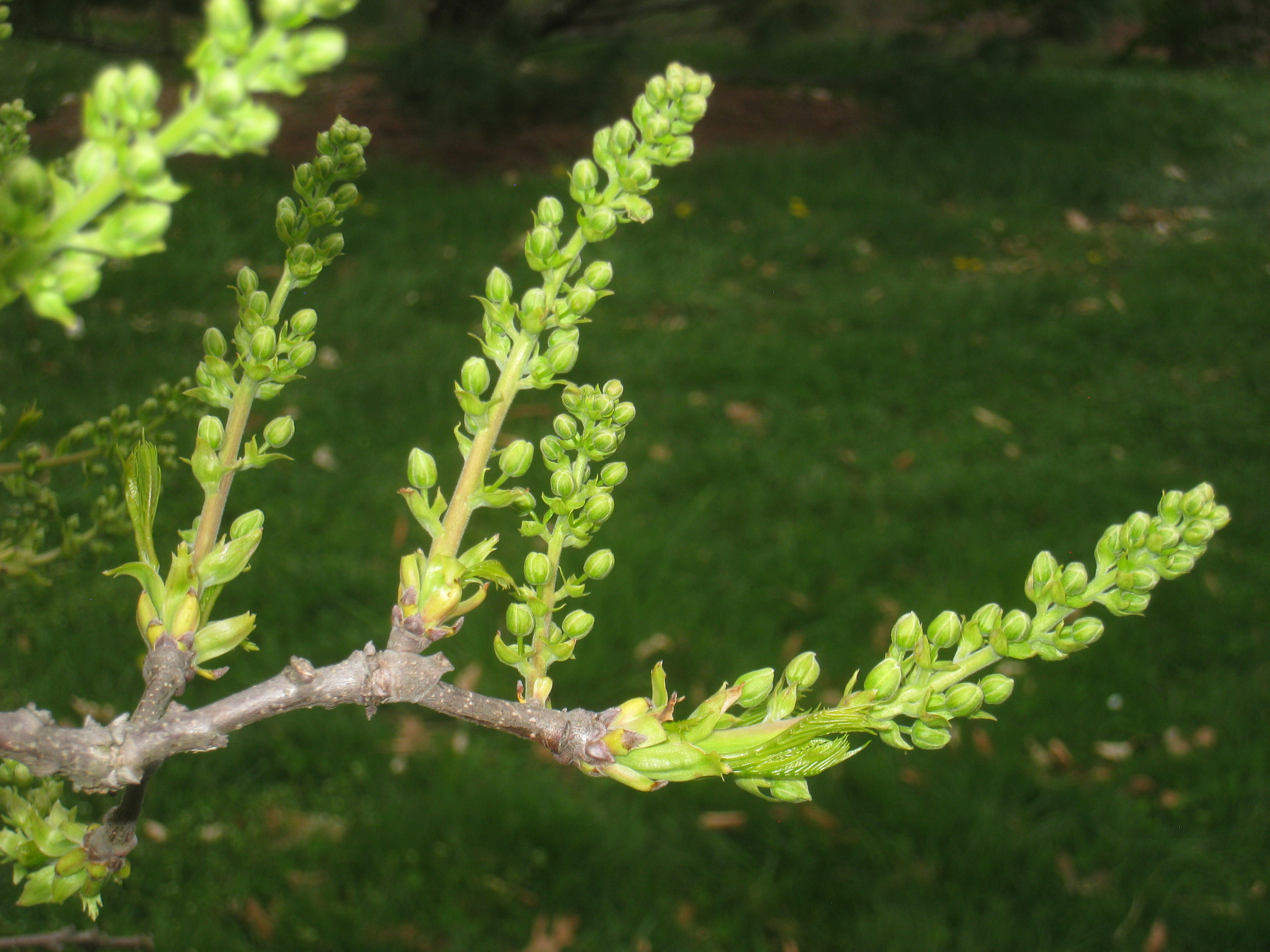
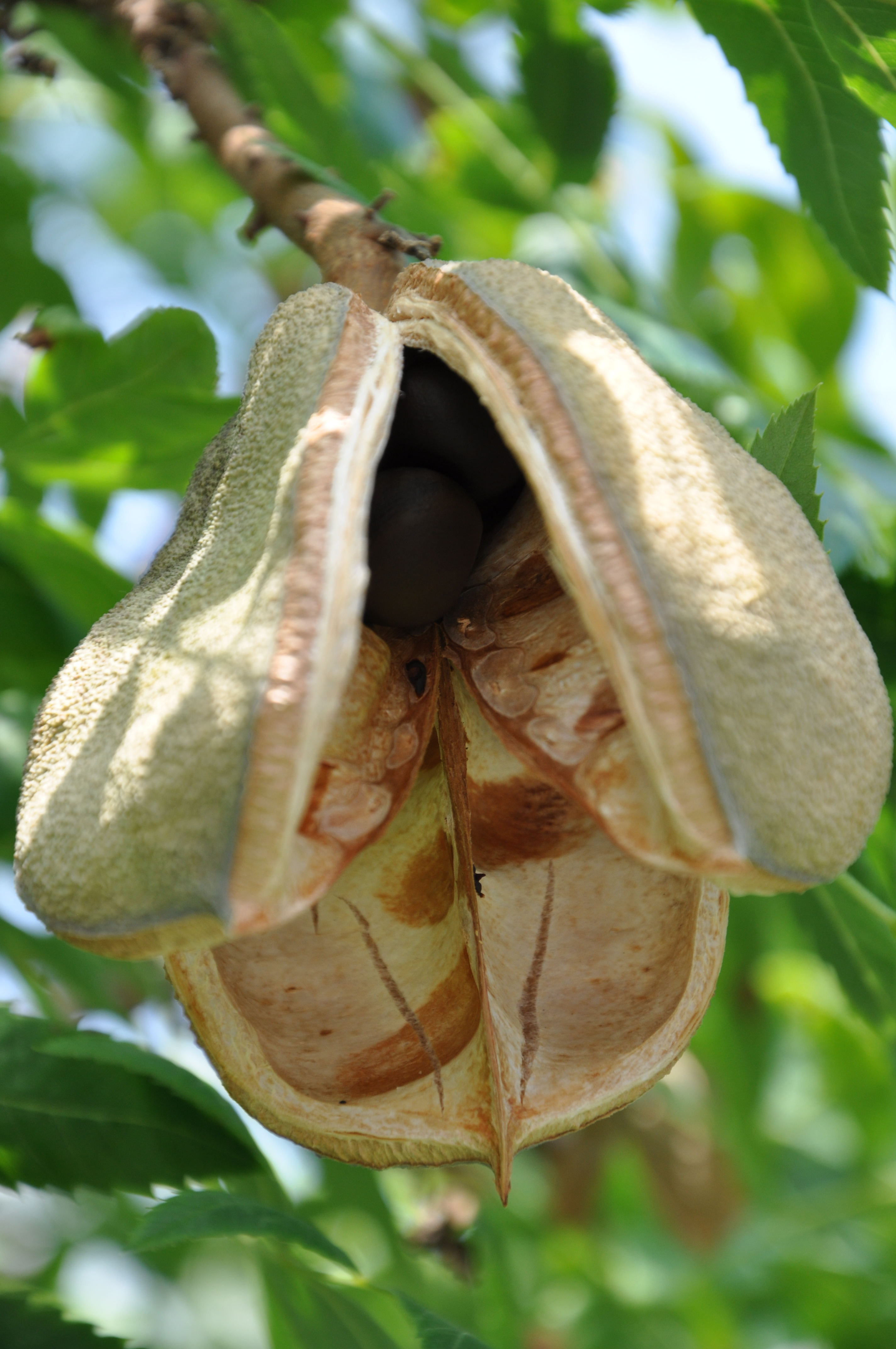

## 延伸阅读
[在维基数据编辑]
 《植物名實圖考·文冠果》，出自吳其濬《植物名實圖考》

## 外部連結
- 維基物種上的相關：文冠果